# 泽伊雷克清真寺
泽伊雷克清真寺（土耳其语：Molla Zeyrek Camii）位于土耳其伊斯坦布尔法提赫区，原为东正教的两座教堂和一座小堂。是伊斯坦布尔现存第二大拜占庭宗教建筑遗址，仅次于圣索菲亚大教堂。

## 历史
1118-1124年，约翰二世的皇后在此兴建了基督全能者修道院（Christ Pantokrator），包括基督全能者教堂、图书馆和医院。皇后去世后，皇帝在第一座教堂之北又修建了仁慈堂（Theotokos Eleousa），对外开放。1136年增建圣米迦勒小堂连接两座教堂 ，作为科穆宁王朝和巴列奥略王朝的皇家陵墓，约翰二世夫妇、约翰五世等多位皇帝、皇后安葬于此。
拉丁帝国时期，教堂由威尼斯神父管理，修道院改为鲍德温二世的皇宫。巴列奥略王朝复辟后，恢复了东正教修道院。

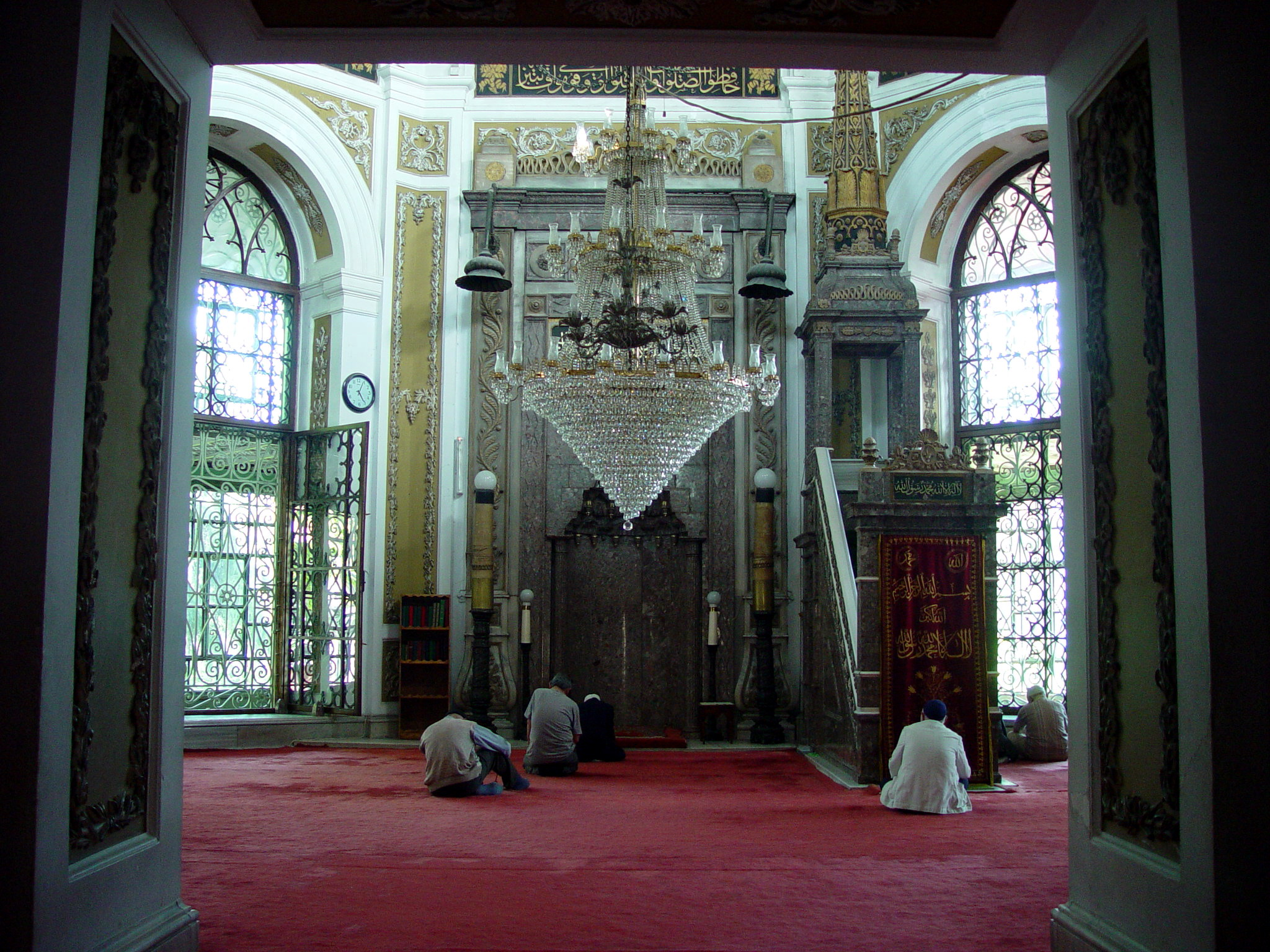
内部

君士坦丁堡陷落后，该建筑改为清真寺，修道院改为伊斯兰学校。1471年法提赫清真寺完成后，学校迁址。